# Przejście graniczne Świnoujście-Ahlbeck
Przejście graniczne Świnoujście-Ahlbeck – istniejące do 2007 roku polsko-niemieckie drogowe przejście graniczne położone w województwie zachodniopomorskim, w mieście na prawach powiatu Świnoujście, na wyspie Uznam.

## Opis
Przejście graniczne Świnoujście-Ahlbeck z miejscem odprawy granicznej po stronie niemieckiej w miejscowości Ahlbeck, czynne było całą dobę. Dopuszczone było przekraczanie granicy dla ruchu osobowego: pieszy, rowerowy (bez silników) i autobusowy ruch wahadłowy między Świnoujściem a Ahlbeckiem oraz mały ruch graniczny. Kontrolę graniczną osób, towarów i środków transportu wykonywała kolejno: Graniczna Placówka Kontrolna Straży Granicznej w Świnoujściu], Placówka Straży Granicznej w Świnoujściu.
21 grudnia 2007 na mocy układu z Schengen przejście graniczne zostało zlikwidowane.

### Przejście graniczne z NRD
W okresie istnienia Niemieckiej Republiki Demokratycznej funkcjonowało w tym miejscu polsko-niemieckie drogowe przejście graniczne Świnoujście. Czynne było codziennie przez całą dobę. Dopuszczone było przekraczanie granicy dla ruchu osobowego: pieszy, pojazdów jednośladowych i regularnych linii autobusowych.
Tylko dla obywateli:
1. Ludowej Republiki Bułgarii
2. Czechosłowackiej Republiki Socjalistycznej
3. Niemieckiej Republiki Demokratycznej
4. Polskiej Rzeczypospolitej Ludowej
5. Socjalistycznej Republiki Rumunii
6. Węgierskiej Republiki Ludowej
7. Związku Socjalistycznych Republik Radzieckich
8. Mongolskiej Republiki Ludowej.

Kontrolę graniczną osób, towarów i środków transportu wykonywała Graniczna Placówka Kontrolna Świnoujście.

## Galeria

Przejście graniczne Świnoujście-Ahlbeck
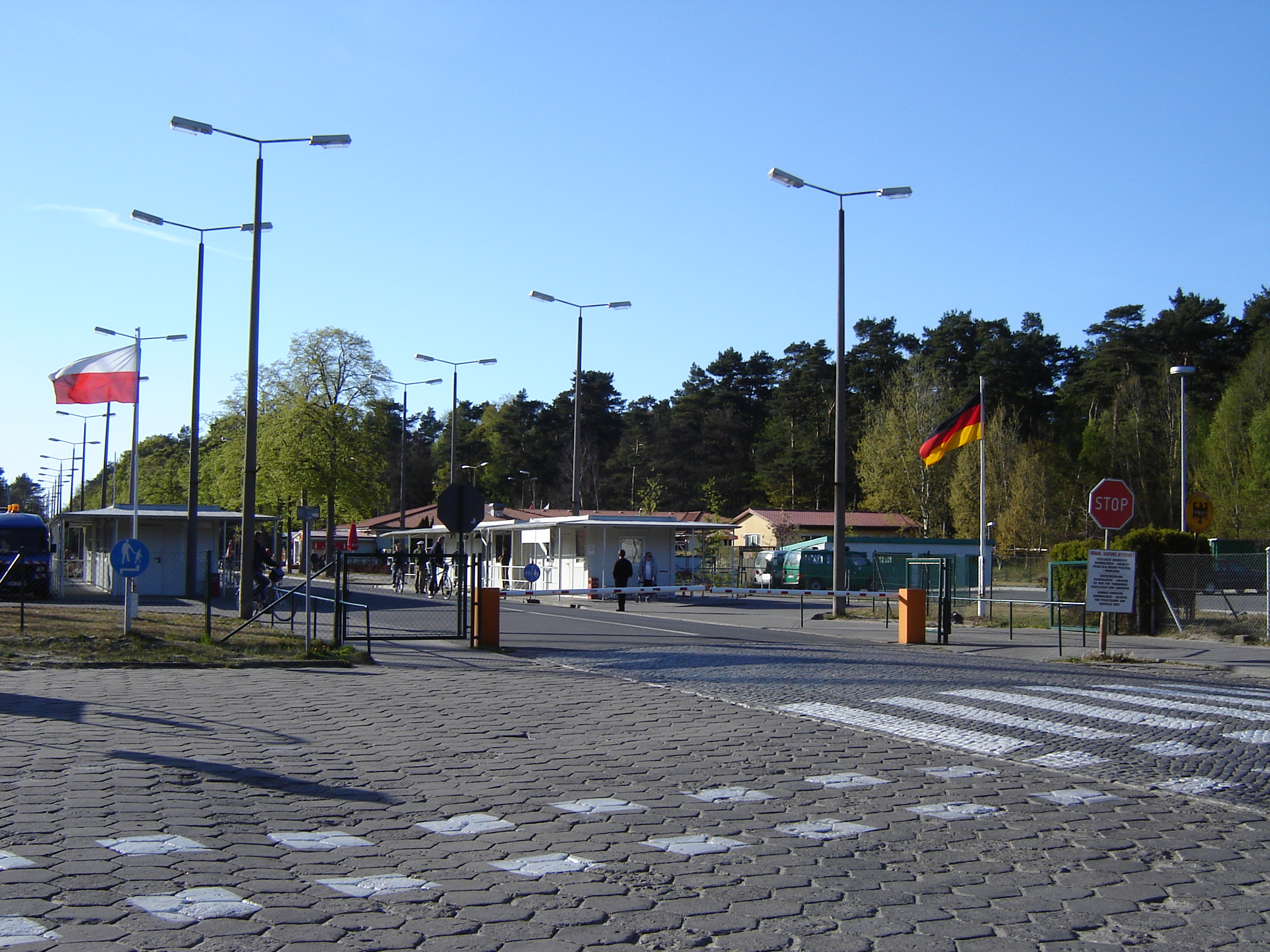
(maj 2007)
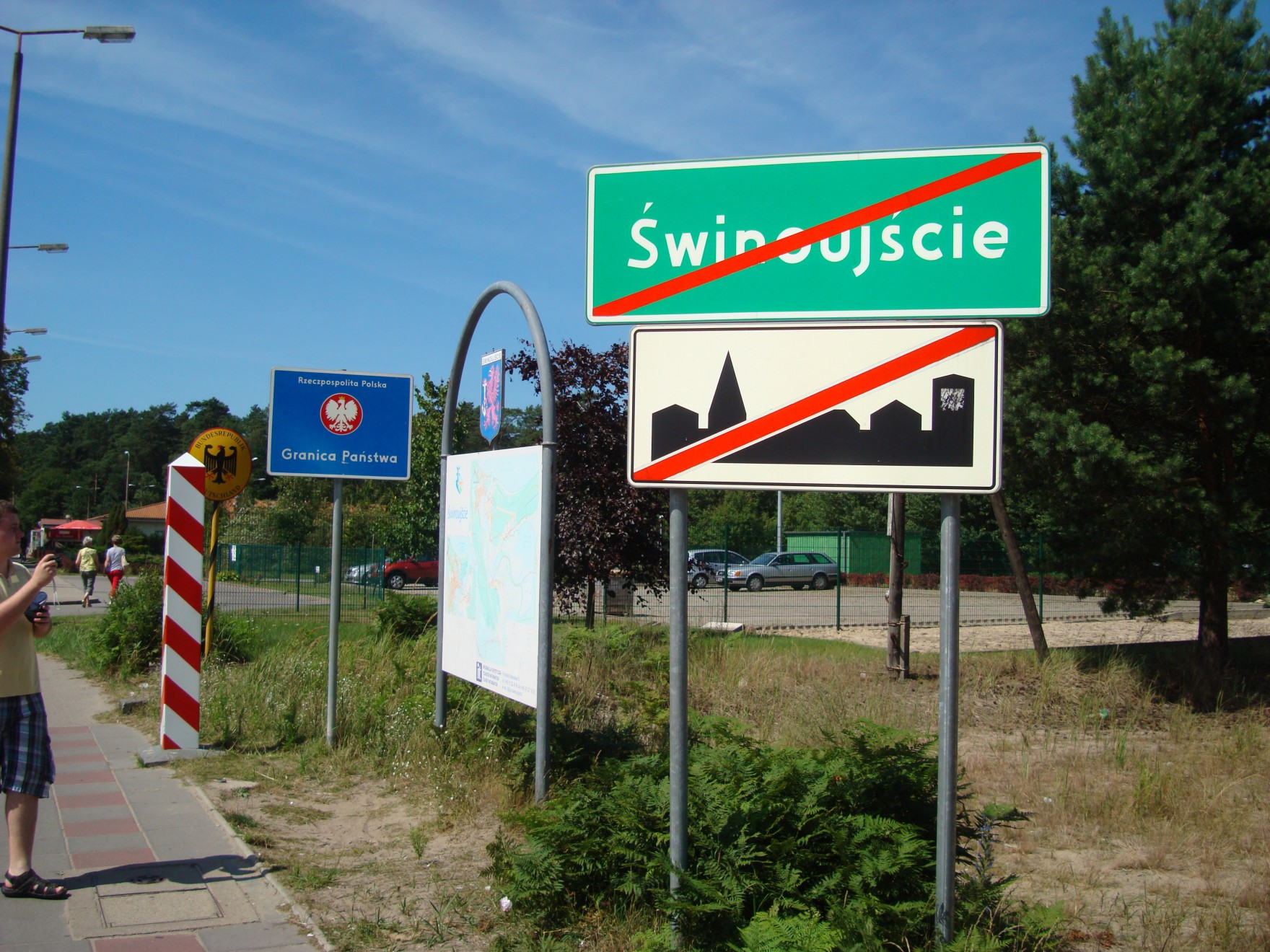
(lipiec 2012)